# Ileana Espinel
Ileana Espinel Cedeño (* 31. Oktober 1933 in Guayaquil; † 21. Februar 2001 ebenda) war eine ecuadorianische Autorin, Dichterin und Journalistin. 

## Werke
- Piezas líricas (Guayaquil, 1957)
- La estatua luminosa (Caracas, 1959)
- Arpa salobre (Caracas, 1966)
- Diríase que canto (Guayaquil, 1969)
- Tan solo trece (Guayaquil, 1972)
- Poemas escogidos (Guayaquil, 1978)
- Solo la isla (Quito, 1995)

| Personendaten    | Personendaten                                       |
| ---------------- | --------------------------------------------------- |
| NAME             | Espinel, Ileana                                     |
| ALTERNATIVNAMEN  | Espinel Cedeño, Ileana (vollständiger Name)         |
| KURZBESCHREIBUNG | ecuadorianische Autorin, Dichterin und Journalistin |
| GEBURTSDATUM     | 31. Oktober 1933                                    |
| GEBURTSORT       | Guayaquil                                           |
| STERBEDATUM      | 21. Februar 2001                                    |
| STERBEORT        | Guayaquil                                           |